# オーディトリアム
オーディトリアム(auditorium) (複数はオーディトリアauditoria)とは、劇場やコンサートホールなどの中にあり、パフォーマンスを見たり聞いたりするための場所のことを指す言葉。映画館ではスクリーンの数だけオーディトリアムが用意される。

この言葉は、古代ギリシアオーディトリアムに由来する。半円形観覧席があり、同心円のdiazomataと呼ばれる幅広ベルト状の通路で仕切られ、縦に伸びる通路でそれぞれは11列の座席区画に仕切られていた。

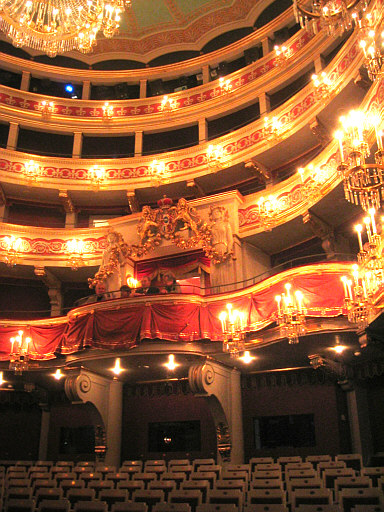
ドイツのレーゲンスブルクのビスマルク広場にある市民劇場のオーディトリアム

誤りではあるが、本稿の「オーディトリアム」を示す意味で劇場やコンサートホールという用語が使われる場合がある。

## 現代のオーディトリアム構造
現代の劇場では、通常、聴衆は出演者とはプロセニアム・アーチで仕切られているが、その他にもさまざまなステージ形態がある。
オーディトリアムは口語ではハウスhouseともいわれる。オーディトリアム内の座席に対して支払う値段は、ステージ上でおこなわれる内容の質によって異なるのが一般的である。観覧席スペースには以下のものが含まれる。
- ストール(Stalls)またはアリーナ(arena)：低い平らな場所で通常ステージと同等レベルもしくはより低い高さに設置される。
- バルコニー(Balconies)またはギャラリー(galleries)：オーディトリアムの後方に向かって座席の位置が一段以上高くなっている場所。大きな劇場になると、ストールの上部や後方に複数階構造が垂直に積み重なるように設置される。一番下は通常ドレスサークル(dress circle)やグランドサークル(grand circle)と呼ばれる。特に大規模なオペラハウスになると最上階は神々(the gods)とも呼ばれることがある。しかしここの座席は非常に高くまたステージからかなり離れた場所となる。
- ボックス(Boxes)：通常、ステージ近くの正面や側面、またはステージ上などに設置される。見渡しのいい場所に区画され設けられる。入れるのは多くても5人程。通常オーディトリアム内でもっとも高級な席である。高貴な立場の人々が使用する際にはステートボックス(state box)またはロイヤルボックス(royal box)が設けられる。

## 同じ語源の別の使われ方(エティモロジー)
オーディトリアムとは、教会では、nave(ネイブ)といわれる場所で日本語では本堂や身廊(しんろう)といわれる。ここは聴衆が起立する場所である。修道院では、初めて訪れた人のための受付用の建物を指す。